# Consideraciones generales de la literatura en euskera
La lingua navarrorum sufrió el desprestigio de siglos (prohibición durante la revolución francesa y el franquismo, entre otras), afectando de lleno en la literatura, sobre todo en la temática y después en el uso del lenguaje. La primera obra que fue publicada fue un claro alegato a favor de esta y una invitación a los escritores de habla vasca a utilizar su lengua materna. La misma temática dominará en la escuela del Padre Manuel de Larramendi siglos después, sus seguidores (los apologistas) dejarán paso a los románticos con los cuales la lengua y la literatura vivirá su primer periodo de apertura y desarrollo. Se publicarán obras costumbristas como Peru Abarca, pero no tardarán en aparecer figuras como José María Iparraguirre, Bilintx o Augustin Chaho que imbuirán a la literatura de un sentir romántico que influirá determinantemente en la identidad vascohablante.
Este romanticismo que desembocará en el posterior nacionalismo sabiniano será la causa de que sabios, pensadores y escritores extranjeros como Wilhelm von Humboldt, el príncipe Louis Lucien Bonaparte, Hugo Schuchardt, Wentworth Webster, Víctor Hugo o George Borrow se dediquen a recoger con ahínco los mitos y leyendas vascos y precristianos que aún se conservaban o pongan las bases del estudio dialectal del euskera (como en el caso del príncipe Bonaparte) cuyos mapas y métodos aún hoy son utilizados, etc.
El tan anhelado Eusko Pizkundea (Renacimiento Vasco) llegará junto con la propagación del nacionalismo de Sabino Arana a finales del siglo XIX, se creará la Real Academia de la Lengua Vasca, el Eusko Ikaskuntza promoverá el estudio de la lengua, los lore-jokoak supondrán un antes y un después en el bertsolarismo improvisado, se harán las primeras propuestas para unificar la lengua, etc. La guerra civil española supondrá la desaparición de este movimiento cultural, muchos escritores y activistas culturales serán fusilados, los euskaltzales se exiliarán a Iparralde o buscarán muchos de ellos refugio en la iglesia, el euskera será prohibido hasta la década de los 60 y sus publicaciones estrictamente controladas, etc.
No será hasta el Congreso de Aranzazu (1968) cuando se hable de nuevo de unificar la lengua. Los movimientos culturales a favor del euskera como el de las ikastolas o el grupo Ez dok Amairu jugarán y aun hoy juegan un papel principal en la renovación del lenguaje literario. Se alejarán del costumbrismo, patriotismo y puritanismo del nacionalismo para ponerse al día junto con el resto de corrientes literarias europeas, se efectuará la renovación de la novela en euskera con Jon Mirande, Ramón Saizarbitoria y José Luis Álvarez Enparanza Txillardegi; se romperán los rígidos moldes de la literatura religiosa, el aire fresco que entrará en la literatura equiparará la prosa a los movimientos del momento y el bertsolarismo vivirá su era dorada. Este segundo Eusko Pizkundea tendrá como representantes a autores de la talla de Bernardo Atxaga, Saitzarbitoria, Anjel Lertxundi, Arantxa Urretabizkaia y otros muchos más. La pluralidad de géneros, la innovación en las técnicas descriptivas, el asentamiento del euskera batúa y otras muchas más son las características que definen y marcan a esta nueva generación de autores.

## Características de la literatura escrita
- Es fruto de una lengua sin oficialidad ni unidad: El haber nacido en una comunidad de hablantes tan reducida ha tenido un importante impacto en la literatura escrita, sobre todo a medida que avanzó la historia y los límites de las lenguas y pueblos se debilitaron y difuminaron. La historia de la lengua vasca se dice que es la historia de su supervivencia y la de un pueblo cosa que marcará a todos los autores, convirtiéndose junto con la temática religiosa el compromiso (cuyos primeros pasos serían el apologismo de Larramendi) hacia el euskera uno de los pilares alrededor de los cuales giraran distintos movimientos.

- Ha nacido entre estados cuyas lenguas son romances: Euskal Herria figura entre lo que han sido los centros culturales y políticos de Occidente, siendo estos estados competidores entre sí depositarios de la tradición latina. Es por ello que este pueblo que ha guardado su antigua habla ha recibido la influencia latina, que se ve reflejada sobre todo en la Escuela de Sara y otros autores religiosos de la época debido al uso abundante de citas a autores clásicos y cristianos que estos hacían en sus textos en prosa.

- Ha tenido como fin principal la enseñanza religiosa: El padre Barandiarán (tal y como recoge Martín Ugalde en su Síntesis de la historia del País Vasco o el mismo religioso en su Hombre Primitivo en el País Vasco) defendió en vida la cristianización tardía del pueblo vasco, alegando que en la misma Navarra hasta el siglo XX se habían conservado creencias paganas en idiosincrasia con las cristianas. Es esta la razón que se ve detrás de la insistencia de la iglesia católica por cristianizar y extender el catecismo entre el pueblo valiéndose del euskera (después de la Contrarreforma). Esta religión vino a veces impuesta por la política del momento, pero en otras ocasiones la Iglesia Católica misma utilizó el idioma mismo (el euskera) y la literatura como muro contra los cambios y nuevas ideologías surgidas, este sería el caso del protestantismo o de los enfrentamientos periodísticos de Jean Hiriart-Urruti y los republicanistas franceses.

- La poesía siempre ha tenido más peso que la prosa: Así ha sido el comienzo de la mayoría de idiomas, pues la prosa exige un lector, es decir, gente alfabetizada que la lea. Los cantos, bertsos, eresiak y cantares no han necesitado más que ser cantados. Es por ello, que como en otras literaturas, son abundantes las coplas y cantares de melodías que eran y son conocidas para el pueblo. Fruto también de esto sería la abundancia de composiciones líricas de carácter popular, frente a la poesía culta, que casi hasta finales del XIX no conseguiría despegarse de la influencia del bertsolarismo en el uso de metros sobre todo.

- Escasa implantación de la imprenta o la "problemática de la imprenta": A diferencia del resto de lenguas romances al parecer la imprenta tuvo escasa implantación de manera que obras no religiosas como Peru Abarca tuvieron que ser transmitidas mediante manuscritos incluso a finales del siglos XVIII. Se ha debatido mucho y sacado poco en claro, se alega por una parte la existencia de una censura tanto en Francia como en España durante los siglos posteriores al cisma de occidente, por otra parte que no existía suficiente producción para la implantación de estas o la no necesidad de estas por parte de las autoridades, que se habrían valido de otros medios para transmitir edictos reales y parecidos. Tal y como demuestra la publicación de edictos reales en euskera durante el Reino de Navarra la imprenta había sido implantada en Vasconia por lo tanto uno de los argumentos sería rechazado (aunque la mayoría de textos religiosos eran publicados fuera de Euskal Herria y la existencia de un edicto de 1766 del Conde de Aranda prohibiendo publicar en euskera (1766)[1]), pero el de la censura cobraría fuerza a la luz de los largos periodos que pasaban las obras entre que eran escritas, pasaban la censura de la inquisición y finalmente publicadas. Este fue el caso de Joan de Tartas, cuyas obras a pesar de ser religiosas tardaron en ser impresas y además (al igual que en el caso de otros autores de la época) sufrieron el denominado "mal de la imprenta". Es decir, la alteración de la obra debido a la ortografía afrancesada y la supresión de la mayoría de los signos de puntuación, hasta el punto de ser extremadamente complicada su lectura y comprensión.

- Su estudio es relativamente reciente: Exceptuando el caso de Oihenart quizá, no ha habido ningún autor hasta bien entrado el siglo XIX que se haya interesado por la historia literatura en euskera, lo cual añadido a la problemática de la imprenta ha hecho que descubrimientos como el manuscrito de Juan de Amendux (1969), Ibarguen-Chopin o Lazarrraga (2004) hayan revolucionado lo que se sabía hasta el momento, sobre todo en lo relativo a la literatura tardo medieval y prerrenacentista.

- Patxi Salaberri (miembro del Consejo Navarro del Euskera y académico de la Real Academia de la Lengua Vasca) resume de la siguiente manera lo citado: «La historia de la literatura vasca escrita, no es más que la historia del esfuerzo de un pueblo escaso en habitantes, políticamente desarticulado y maltratado y culturalmente desprovisto, por acercarse a la tradición escrita».

## División temporal de la literatura escrita
La división temporal que se hace en el caso de la literatura en euskara no suele coincidir con la de los movimientos europeos del momento en la mayoría de los casos hasta el romanticismo esto entre diversas razones se debe a que la historia de la literatura vasca alterna entre el País Vasco francés y Hegoalde, de manera que como si de compartimentos estancos se tratara hay una alternancia entre País Vasco francés y Hegoalde, exiliándose en muchos casos los autores de una zona a otra para continuar con su labor literaria, tal y como se puede ver con claridad en acontecimientos como la Revolución francesa y la guerra civil española. Por ejemplo el florecimiento de la literatura en País Vasco francés se debe en gran parte en el clima contrario al vascuence que se había instalado en las tierras vascas de la Corona de Castilla y viceversa ocurrirá con la Ilustración en Hegoalde.
De acuerdo con la división actual la historia de la literatura escrita vasca se divide de la siguiente manera:
- Tres autores clásicos (Siglo XVI):

Lazarraga, Leizarraga y Etxepare.
- El siglo de Axular y la escuela de Sara (Siglo XVII: Iparralde):

Axular, Joanes Etxeberria Ziburukoa, Arnaut Oihenart, Joan de Tartas, etc.
- Larramendi y sus seguidores, el turno de Hegoalde (Siglo XVIII: Hegoalde):

Joanes Etxeberri Sarakoa, el padre Manuel de Larramendi, Agustín Kardaberaz, Sebastián Mendiburu, Xavier María de Munibe e Idiáquez, conde de Peñaflorida, etc.
- El siglo de Perú Abarca y el romanticismo, florecimiento del euskera (Siglo XIX):

-En Bizkaiera: Joan Antonio Mogel, Frai Bartolomé Madariaga, Pedro Antonio Añibarro, José Antonio Uriarte y Ebaristo Bustintza (Kirikiño)
-En Gipuzkera: Joan Batista Agirre, Jose Ignazio Gerriko, Frantzizko Ignazio Lardizabal, Joan Ignazio Iztueta, Bizenta Mogel, Krispin Beobide, José María Iparragirre, Bilinx, etc.
-En Lapurtera: Jean Hiriart-Urruti, Agustin Xaho, Joan Piarres Duvoisin, Grazian Adema, Joan Batista Elizanburu, Mitxel Elizanburu, etc.
-En bajo-navarro: Frantzizko Laphitz y Joan Batista Artxu
- Eusko Pizkundea, el Renacimiento Vasco (1876-1936):

-Ensayo: Jean Etxepare, Enrike Zubiri Manezaundi, Fermin Irigarai Larreko, Salbatore Mitxelena, Resurrección Maria Azkue, etc.
-Periodismo: Arturo Campion, Damaso Intza, etc.
-Novela: Txomin Agirre, José Manuel Etxeita, Augustin Anabitarte y Tomas Agirre Barrensoro.
-Olerkariak: José María Agirre Xabier Lizardi, Esteban Urkiaga Lauxeta, Nikolas Ormaetxea Orixe

## División temporal de la literatura oral y popular
- Baladas

-Modelo épico-medieval (-XVI):Errodrigo Zaratekoaren eresia,Bereterretxen khantoria, Milia Lasturkoren eresia, Sandailia, etc.
-Modelo épico-lírico (XVII):Adarrak emaiten dira miraballesen, Arrosa xuriaren azpian, Brodatzen ari nintzen, Goizean goizik, Peru gurea, etc.
-Modelo lírico (siglo XVIII): Intxauspeko alaba, Txori erresiñula, Eijerra zira maitia, Maitia nun zira?, Jaun baruak aspaldin, etc.
- Bertsopaperak (siglo XVII-XXI): Bautista de Gamiz, J.Ignazio Iztueta, Elizanburu, Etxahun, Iparragirre, etc.

- Bat-bateko bertsolaritza (bertsolarismo improvisado)

-Época prerromántica (siglo XVIII-1840): Pernando Amezketarra, Zabala, Txabalategi, Pastor Izuela y Martin Olaetxea
-Época romántica (1840-1876): Xenpelar, Txirrita, Bilintx...
-Época prerrenacentista (1880-1936): Pedro Mari Otaño, Txirrita, Pello Errota, J. Ariztimuño "Aitzol"...
-Época renacentista (1936-1969): Basarri y Uztapide.
-Época social (1970-1980): Mattin, Xalbador, J.M. Iztueta "Lazkao Txiki", Lazkano, Amuriza, Egaña o Lizaso
-Era de la renovación (1980-1998): Amuriza, Enbeita y Lopategi
-Era la bertsomania (1991-1993): Egaña, Lizaso, J.Sarasua, Euzkitze, Peñagarikano y Mendizabal
-Generaciones posteriores a la bertsomania (1994-2003): Iturriaga, el joven Lopategi, Mendiluze, Maialen Lujanbio, Arozena, J. Maia, S.Colina, A.Arzallus, etc.
- Herri antzerkia (teatro popular)

-Xaribariak
-Maskaradak
-Pastoralak